# Talsperre Agua del Toro
Die Talsperre Agua del Toro (spanisch Represa Agua del Toro) ist eine Talsperre mit Wasserkraftwerk in der Provinz Mendoza, Argentinien. Sie staut den Río Diamante zu einem Stausee auf. Die Talsperre und das zugehörige Wasserkraftwerk werden auch als Wasserkraftwerkskomplex Agua del Toro (span. Complejo hidroeléctrico Agua del Toro) bezeichnet. Die Stadt San Rafael liegt rund 50 km östlich der Talsperre.
Die Talsperre dient der Stromerzeugung und der Bewässerung. Mit dem Bau der Talsperre wurde 1966 begonnen. Sie wurde im Februar 1974 fertiggestellt. Die Talsperre ist im Besitz von Hidroeléctrica Diamante S.A. (HIDISA) und wird auch von HIDISA betrieben.

## Absperrbauwerk
Das Absperrbauwerk ist eine doppelt gekrümmte Bogenstaumauer aus Beton mit einer Höhe von 98,5 m über dem Flussbett (maximale Höhe 118,5 bzw. 119 oder 120 m). Die Mauerkrone liegt auf einer Höhe von 1343,5 m über dem Meeresspiegel. Die Länge der Mauerkrone beträgt 325 m, ihre Breite an der Basis 22,7 m und an der Krone 4,6 (bzw. 7,7) m. Das Volumen des Absperrbauwerks liegt bei 450.000 m³.
Die Staumauer verfügt sowohl über eine Hochwasserentlastung als auch über einen Grundablass. Über die Hochwasserentlastung können maximal 585 m³/s abgeleitet werden, über den Grundablass maximal 85 m³/s.

## Stausee
Das normale Stauziel liegt zwischen 1308 und 1338,5 m. Bei einem Stauziel von 1338,5 m erstreckt sich der Stausee über eine Fläche von rund 10,85 km² und fasst 296,42 (bzw. 432) Mio. m³ Wasser. Das maximale Stauziel beträgt 1343 m, das minimale 1265 m.

## Kraftwerk
Das Maschinenhaus des Kraftwerks befindet sich etwa 4 km flussabwärts der Talsperre am linken Flussufer. Die installierte Leistung beträgt 150 MW. Die durchschnittliche Jahreserzeugung wird mit 252 (bzw. 324, 350 oder 400) Mio. kWh angegeben. Das Kraftwerk ging am 26. November 1982 in Betrieb.
Die zwei Francis-Turbinen leisten jeweils maximal 75 MW. Die Nenndrehzahl der Turbinen beträgt 250 min−1. Die Fallhöhe liegt zwischen 83 und 132,5 m. Der Durchfluss beträgt 73,5 m³/s (maximal 75, minimal 45 m³/s).

## Sonstiges
Der Betreiber Hidroeléctrica Diamante S.A. ist zu 61 % im Besitz von Pampa Energía.